# Kennetia multicincta
Kennetia multicincta är en stekelart som beskrevs av Giordani Soika 1995. Kennetia multicincta ingår i släktet Kennetia och familjen Eumenidae. Inga underarter finns listade i Catalogue of Life.